# María Romero Meneses
Chân phước María Romero Meneses (13 tháng 1 năm 1902 - ngày 7 tháng 7 năm 1977) là một nữ tu người Nicaragua thuộc Giáo hội Công giáo Rôma. Bà là một thành viên xuất sắc của Dòng các nữ tu dòng Saledieng Don Bosco, được mệnh danh là "Tông đồ xã hội của Costa Rica".
Quá trình phong chân phước cho bà bắt đầu vào ngày 20 tháng 9 năm 1988 và bà được gọi là Tôi tớ Chúa trước khi được vinh danh là Đấng đáng kính vào ngày 18 tháng 12 năm 2000. Giáo hoàng Gioan Phaolô II đã phong chân phước cho bà vào ngày 14 tháng 4 năm 2002.

## Đời sống
María Romero Meneses sinh ra ở Nicaragua vào năm 1902, là một trong tám đứa con của mộp cặp vợ chồng trung lưu - cha bà là một bộ trưởng chính phủ. Cha mẹ bà là Félix Romero Arana và Ana Meneses Blandon và một người chị là Chila. Lễ rửa tội của bà được tổ chức vào ngày 20 của tháng. Bà được cử hành nghi thức Thêm Sức vào ngày 23 tháng 7 năm 1904 từ Siméon Pereira y Castellón. Bà sau đó đã được cử hành nghi thức rước lễ lần đầu vào ngày 8 tháng 12 năm 1909.
Meneses được nhìn nhận có một tài năng về nghệ thuật và âm nhạc và vì vậy cha mẹ bà cho bà đi học tập về piano và violin. Sau đó, bà tiếp tục trở thành một học sinh tại trường của các nữ tu dòng Saledieng Don Bosco mặc dù vào năm 1914, bà bị mắc một cơn sốt thấp khớp kéo dài đến năm 1915 khiến tim bà bị tổn thương vĩnh viễn. Việc bà phục hồi được xem là một điều kỳ diệu trong tự nhiên và điều này dẫn đến một sự tin tưởng hoàn toàn trong Madonna và tầm nhìn về ơn gọi của bà theo đời sống tu trì.
Cô gái trẻ đầy hy vọng quyết định gia nhập hội Các nữ tu Đức Maria của các Cơ Đốc Nhân vào ngày 8 tháng 12 năm 1915 do bản chất của ơn gọi Marian. Năm 1920, bà gia nhập Viện Nhi đồng Mary giúp đỡ các Kitô hữu và rời El Salvador cho thời kỳ mới bắt đầu, trong khi ngày 19 tháng 3, bà nhận được áo dòng tập sự. SAu đó, bà nhận được áo dòng chính thức ngày 16 tháng 1 năm 1921. Emilio Bottari cho bà một lời khuyên tiên tri: "Mặc dù những khoảnh khắc khó khăn sẽ đến và con sẽ cảm thấy bị xé nát từng mảnh, hãy trung tín và mạnh mẽ trong ơn gọi của con". Đối với bà, những lời này góp phần duy trì ơn gọi của bà trong suốt phần đời còn lại. Vào ngày 6 tháng 1 năm 1929 ở Nicaragua, bà khấn trọn. Các tác phẩm của bà cho thấy bà cố gắng sống đời sống tu trì với một cách sống nội tâm với gương mẫu của Thánh Giovanni Bosco.
Năm 1931, bà đến San José ở Costa Rica và nơi đây trở thành quê hương thứ hai của bà. Kề từ năm 1933, bà hoạt động với vai trò là một giáo viên âm nhạc và nghệ thuật cũng như làm thêm công việc đánh máy trong một trường học dành cho các nữ sinh của những gia đình giàu có. Một số lượng lớn các sinh viên của bà đã rời bỏ cuộc sống giàu sang và làm việc với bà để giúp đỡ người nghèo và người bị bỏ rơi. Sự tập trung của bà nhằm phát triển xã hội trong khi giúp người giàu để xem liệu bộ phận này có thể giúp đỡ người nghèo bằng sự giàu có của họ hay không. Bà thành lập các trung tâm giải trí vào năm 1945 cũng như các trung tâm phân phối thực phẩm vào năm 1953. Bà cũng thành lập một trường học cho các phụ nữ trẻ nghèo khó năm 1961 và một phòng khám vào năm 1966 cho những người bị bệnh. Năm 1973, bà tổ chức xây dựng bảy ngôi nhà sau này trở thành nền tảng của ngôi làng Centro San Josè - một nơi mà các gia đình nghèo có thể có những ngôi nhà đẹp đẽ.
Meneses qua đời vì một cơn đau tim vào giữa năm 1977 tại nhà dòng các Nữ tu Dòng Saledieng Don Bosco ở Leon, nơi bà được đưa đi nghỉ ngơi dưỡng bệnh. Thi hài của bà được gửi về San José ở Costa Rica để được chôn cất trong nhà nguyện tại một ngôi nhà Dòng Saledieng.